# Animació per ordinador

Animació generada per ordinador

L'animació per ordinador o animació assistida per ordinador és l'art de crear imatges en moviment mitjançant l'ús d'ordinadors. La tècnica més coneguda és la infografia (també anomenada "3D"), objectes, personatges, i fons creats de manera virtual dins d'un programa que recrea un escenari d'aparença tridimensional, amb vistes ortogràfiques i perspectives, de manera que tot el procés es genera dins d'un ordinador. En el cas dels videojocs, on s'empra quasi exclusivament aquesta tècnica, cada cop més, els gràfics creats són en 3D; encara que els gràfics en 2D encara se segueixen usant àmpliament per a maquinari i connexions lentes i aplicacions en temps real que necessiten renderitzar ràpid. Algunes vegades l'objectiu de l'animació és la computació en si mateixa, unes altres pot ser un altre medi, com una pel·lícula. Els dissenys són elaborats amb l'ajuda de programes de disseny, modelat, animació, texturitzat, il·luminació (acabats), i finalment renderitzat.
Per a crear la il·lusió del moviment, una imatge es mostra en pantalla substituint-se ràpidament per una nova imatge en un fotograma diferent. Aquesta tècnica és idèntica a la manera en què assoleix la il·lusió de moviment en les pel·lícules i en la televisió.
Per a les animacions 3D els objectes es modelen en l'ordinador, i les figures 3D s'uneixen amb un esquelet virtual (ossos). Per a crear una cara en 3D es modela el cos, els ulls, la boca, etc., del personatge i posteriorment s'animen amb controladors d'animació. Finalment, es renderitza l'animació.
En la majoria dels mètodes d'animació per ordinador, un animador crea una representació simplificada de l'anatomia d'un personatge, amb menys dificultat per a ser animada. En personatges bípedes o quadrúpedes moltes parts de l'esquelet del personatge corresponen als ossos reals. L'animació amb ossos també és utilitzada per a animar moltes altres coses, tals com expressions facials, un cotxe o un altre objecte que es vulgui dotar de moviment.
En contrast, un altre tipus d'animació més realista seria la captura del moviment; que requereix que un actor vista un vestit especial proveït de sensors, sent els seus moviments capturats des d'un ordinador i posteriorment incorporats en el personatge.
Per a animacions 3D els fotogrames han de ser renderitzats després que el model sigui completat. Per a animacions vectorials 2D, el procés de renderitzat és clau per al resultat. Per a enregistraments gravats anticipadament, els fotogrames són convertits a un format diferent o a un medi com una pel·lícula o un vídeo digital. Els fotogrames poden ser renderitzats en temps real, mentre aquests són presentats a l'usuari final. Les animacions per a transmetre via Internet en amplades de banda limitades (p. ex. 2D Flash, X3D) utilitzen programes en la computadora de l'usuari per a renderitzar en temps real l'animació com una alternativa a la transmissió i les animacions precarregades per a enllaços d'alta velocitat.

## Un exemple simple

Animació per ordinador

Es tria un fons de pantalla com el negre. En aquest cas, es dibuixa una cabra en la part dreta de la pantalla. El següent pas és tornar a posar negra la pantalla i col·locar la cabra en una posició lleugerament a l'esquerra de la posició original. Aquest procés es repeteix movent la cabra una mica més a l'esquerra cada vegada. Si aquest procés és repetit prou ràpid, semblarà que la cabra es mou suaument cap a l'esquerra. Aquest procediment bàsic és utilitzat per a totes les animacions creades en pel·lícules i televisió.
La cabra en moviment és un exemple de com modificar la ubicació d'un objecte. Transformacions més complexes de les propietats d'un objecte com la grandària, forma, efectes de llum o color, requereixen càlculs i renderitzar per mitjà de la computadora en lloc d'un senzill procediment de duplicar o redibuixar imatges.

## Explicació
Per a enganyar a l'ull i al cervell perquè algú pensi que aquesta veient un objecte en moviment, les imatges han de ser mostrades a vora 12 fotogrames per segon o més ràpid (un frame és una imatge completa). Amb velocitats superiors als 70 frames per segon, no es notarà una millorança en el realisme o suavitat en el moviment de la imatge a causa de la manera en què l'ull i cervell processen les imatges. A velocitats menors a 12 frames per segon la majoria de les persones podran detectar un parpelleig al moment que es mostri la seqüència d'imatges i disminuirà la il·lusió d'un moviment realista. Animacions convencionals realitzades a mà, normalment utilitzen 15 frames per segon amb l'objectiu de disminuir la quantitat de dibuix que cal, però això és normalment acceptat a causa de la naturalesa dels dibuixos animats. Per això, per a crear una animació per ordinador realista, cal una quantitat superior de frames per segon.
El motiu que a altes velocitats no sigui perceptible el parpelleig de la imatge, és per la persistència retinal. De moment a moment, l'ull i cervell treballant junts emmagatzemen qualsevol cosa que s'est mirant per una fracció de segons, i automàticament realitza "salts" petits i suaus. Les pel·lícules que s'exhibeixen en els cinemes, corren a 24 frames per segon, que és suficient per a crear aquesta il·lusió de moviment continu.

## Història
- Durant els primers 20 anys en què es van utilitzar per primera vegada imatges creades i animades per ordinador, aquesta tecnologia era encara molt rudimentària i no va tenir una repercussió important en la indústria de cinema i de la televisió. Per al període històric pioner de l'animació per ordinador, corresponent a les dècades dels anys 1960 i 1970, vegeu Timeline of computer animation in film and television (anglès)
- Les dues primeres pel·lícules en què van intervenir plans completament generats per ordinador de forma important van ser Tron (1982) i The Last Starfighter (1984). Van ser fracassos comercials, el que va portar a la majoria dels directors a reservar aquesta classe d'imatges perquè l'espectador pensés deliberadament en elements o personatges creats per ordinador a la ficció mateixa de les obres a què assistia.
- El primer personatge veritablement creat en imatges generades per ordinador va ser creat per Pixar per a la pel·lícula Young Sherlock Holmes de 1985 (sense comptar el senzill personatge polièdric de Tron que contestava en binari: si i no). Aquest consistia en la representació d'un cavaller en un vitrall, els vidres sortien d'aquest, fent que el cavaller representat cobrés vida pròpia i caminés per si sol. Aquestes imatges generades per computadora «fotorealistes» (de l'anglès photorealistic, és a dir imatge sintètica d'aspecte real) no van persuadir a la indústria de cinema fins a 1989, quan The Abyss va guanyar el Premi de l'Acadèmia de Hollywood en la categoria d'Efectes Visuals. Per a aquesta pel·lícula, Industrial Light and Magic va produir efectes visuals d'imatges fotorealistes generades per ordinador. Les més notables van ser les d'una criatura d'aigua que imitava la cara de la protagonista; aquesta escena figura entre les més recordades de la pel·lícula. A partir de The Abyss, les imatges generades per ordinador van adquirir un paper central en pel·lícules com Terminator 2: El judici final (1991), quan el malvat Terminator T-1000 sorprenia a l'audiència per la seva composició de metall líquid, amb transformacions morfològiques integrades en seqüències d'acció durant tota la pel·lícula. Terminator 2: El judici final també li va merèixer a ILM (Industrial Light and Magic) un premi Oscar pels seus efectes especials.
- El 1993, Jurassic Park canviaria radicalment la percepció de la indústria de cinema, ja que els dinosaures de la pel·lícula semblaven tan reals i la pel·lícula integrava tan impecablement tant imatges generades per ordinador com seqüències reals, que va revolucionar la indústria cinematogràfica. Aquesta pel·lícula marca la transició del Hollywood de l'animació de moviments fotograma a fotograma (stop-motion) i efectes òptics convencionals, a les tècniques digitals.
- L'any 1994 es crea al Canadà la primera sèrie animada totalment per ordinador anomenada ReBoot, sent aquest el primer treball comercial 100% per ordinador.
- Progressivament, al llarg de les dècades de 1980 i 1990, les imatges generades per ordinador en dues dimensions (2D) apareixen cada vegada més en pel·lícules tradicionalment animades, complementant els fons (frames en anglès) dibuixats encara a mà. El seu ús es va estendre del moviment d'«interpolació digital entre quadres» (morphing), a pseudoefectes en tres dimensions (3D) molt cridaners, com ara l'escena de dansa a La bella i la bèstia, pel·lícula d'animació que els estudis Disney van realitzar el 1991. Tot l'entorn dels personatges (l'escenografia de la sala de ball i del llum d'aranya) està completament efectuat per ordinador mentre que els personatges estan fets completament a mà fotograma per fotograma.
- Toy Story (de Pixar) i Cassiopeia (de NDR Films) van ser els primers llargmetratges totalment generats per ordinador, estrenats el 1995 i 1996 respectivament. Altres estudis d'animació digitals com Blue Sky Studios (de la Twentieth Century Fox) i Pacific Data Images (de Dreamworks SKG) es van llançar en la producció d'imatges generades per ordinador, i les companyies d'animació ja existents com la companyia Walt Disney van iniciar una transició de l'animació tradicional a l'animació mitjançant imatges generades per computadora.
- Entre 1995 i 2005, el pressupost mitjà d'efectes per a una pel·lícula va pujar considerablement de 5 a 40 milions de dòlars. Segons un executiu d'un dels estudis cinematogràfics, des de 2005, més de la meitat de pel·lícules tenen efectes significatius.
- A principis dels anys 2000, les imatges generades per ordinador dominen el camp dels efectes especials. La tecnologia progressa fins al punt que va ser possible substituir digitalment als actors per actors virtuals, indistingibles a simple vista dels actors als quals reemplacen. Els extres generats per ordinador també es van començar a utilitzar de forma generalitzada en escenes de multituds.
- Les imatges generades per ordinador per a pel·lícules tenen en general una resolució d'aproximadament 1.4-6 megapixels (MPx). Toy Story, per exemple, tenia un format de 1536 * 922 (1.42MPx). El temps per generar un quadre és d'unes dues o tres hores, necessitant deu vegades més temps per a les escenes més complexes. Aquest temps no ha canviat molt des de llavors, mentre que la qualitat d'imatge sí que ha progressat considerablement. A la vegada, amb la millora del material informàtic i amb màquines més ràpides, s'ha pogut augmentar la complexitat dels gràfics. L'augment exponencial de la capacitat de procés d'unitats centrals de processament, així com augments massius en la capacitat de processament paral·lel d'aquestes, d'emmagatzematge i velocitat de memòria i grandària, han augmentat enormement el potencial i complexitat de les imatges generades per ordinador.
- Final Fantasy: The Spirits Within (2001) va ser la primera temptativa de crear una pel·lícula realista utilitzant només imatges generades per ordinador, sense actors. La pel·lícula va ser produïda per Square Pictures i mostrava gràfics molt detallats de qualitat fotogràfica realista. La pel·lícula va ser un fracàs en taquilla, el que va portar finalment a el tancament de Square Pictures després d'haver produït una última pel·lícula d'estil visual similar, Final Flight of the Osiris, un curtmetratge que va servir com a pròleg a la pel·lícula The Matrix Reloaded.

## Estils d'animació
L'animació digital ha anat evolucionant amb el temps, donant com a fruit diversos estils d'animació. Tots tenen com a objectiu captar l'atenció del públic i poder transmetre una idea.
- Stop-motion: Aquest tipus d'animació és creada a partir d'objectes inerts. S'utilitza una càmera fotogràfica i es captura un per un els moviments que es realitzen manualment, per després unir-los tots i editar-los en ordinador.
- Rotoscòpia: Consisteix en reemplaçar fotogrames d'una filmació real per dibuixos que són calcats de la imatge real, impregnant la naturalitat, efectes i estil que es vol transmetre.
- Animació 3D: Aquest mètode representa imatges en un espai tridimensional amb un programa d'ordinador. L'objectiu acostuma a ser realitzar una animació el més propera a la realitat, però també hi ha estils minimalistes que busquen representar estils de l'animació tradicional a 3D.
- Pixilació: Es tracta d'una variant de l'Stop-motion, però en aquest estil s'utilitzen a persones reals interactuant amb objectes quotidians reals i que són fotografiades quadre per quadre.
- Brickfilm: Significa pel·lícula de maons, és una animació en la qual el principal material són maons de LEGO i altres objectes, com joguines de plàstic.
- Motion Graphics: És un vídeo que crea la il·lusió de moviment mitjançant imatges, fotografies, vectors.

## Mètodes per a animar personatges virtuals
En la majoria dels sistemes d'animació 3D, un especialista en modelatge (escultura virtual) crea el personatge, un especialista en rigging crea un esquelet intern (una mena d'estructura interna formada per diferents parts o grups d'"ossos") i el relaciona amb el model exterior (la "pell" i el vestuari del personatge), de manera que el moviment d'aquest esquelet, sencer o per parts, faci moure aquesta "pell" exterior (la figura que veiem), deformant-la segons convingui per a l'animació posterior, normalment es creen uns objectes virtuals (invisibles en el render final) anomenats "manipuladors" o controls, enllaçats directament amb els "ossos" (o grups d'"ossos"), que se situen a l'exterior i al voltant del personatge i que en faciliten l'animació. Un animador crea l'animació (el moviment) del personatge mitjançant el moviment d'aquests "ossos" (o grups d'"ossos") virtuals. L'animador aplica unes variables o paràmetres (anomenades variables d'animació o "Avars" en anglès, de la contracció d'animation variables) sobre aquests "ossos" en determinats fotogrames, anomenats "fites" (o keyframes en anglès) i habitualment el programa intercala els valors intermedis no definits per l'animador en les fites, de manera que el moviment queda suavitzat en aquells fotogrames on no hi ha animació i enllaça els moviments anteriors amb els posteriors amb valors de transició entre ells. Les variables d'animació més emprades fan referència als valors de la posició (dins del món tridimensional virtual respecte a un centre o eix "0"), de la mida (escala i proporcions) i dels graus de gir de cada "os" o grup d'"ossos" en relació amb els tres eixos que defineixen les tres dimensions: "X" (amplada), "Y" (alçada) i "Z" (fondària). Existeixen altres variables que es poden animar, com la visibilitat (un objecte o part d'ell es pot fer visible o invisible), el color (es pot canviar el color d'un objecte per animació), la intensitat de les llums virtuals que permeten il·luminar una escena o el grau amb què afecten un personatge o objecte certes forces físiques com la gravetat o el vent (tot sempre dins d'un món virtual).

Animació dels colors d'una pilota creada amb el programa Blender (la imatge és en baixa qualitat, per això fa una mena d'"aigües").

En personatges humans i animals, moltes parts del model d'esquelet corresponen a la ubicació real dels ossos (cosa que no implica que el nombre d'"ossos" virtuals correspongui al nombre d'ossos d'un ésser real), però l'animació d'esquelet (skeletal animation en anglès) és també utilitzada per a animar altres coses, com les expressions facials, tot i que no és l'únic mètode per a animar les expressions de la cara (facial animation en anglès), en aquest cas, aquests "ossos" virtuals es poden aplicar als llavis, als ulls o al nas, per a crear expressions que en els éssers reals resultarien d'una combinació dels moviments de la mandíbula i dels muscles facials, per exemple. "Woody", el personatge de Toy Story, per exemple, usa 700 Avars o variables, incloent 100 Avars només a la cara. La computadora no renderitza l'esquelet directament, normalment durant el procés de renderitzat l'esquelet és invisible (és una part del personatge "no renderitzable"), però el motor de render (el programa de càlcul) usa l'esquelet per a calcular la posició exacta i l'orientació del personatge, que acaba convertint-se en una imatge bidimensional (com si fos una fotografia, que converteix la realitat tridimensional en una imatge bidimensional).
Existeixen diversos sistemes per a aconseguir que un personatge (o un objecte) es mogui, un dels més destacats és el que s'acaba d'esmentar i que està basat en els sistemes d'animació tradicional (com els dibuixos animats, l'animació de ninots de plastilina o els titelles), un altre sistema força freqüent és la captura de moviments (motion capture en anglès), en què els ossos o grups d'ossos dels personatges virtuals es vinculen mitjançant programari i maquinari especialitzat i una sèrie de sensors a uns actors reals, aquests actors realitzen els moviments que determina el director o el realitzador de la producció i la informació dels sensors passa als ossos virtuals del personatge que s'ha de moure. Tècnicament s'empren dos sistemes per a capturar aquest moviment (o una combinació d'ambdós), un es basa en un sistema de càmeres situades estratègicament dins d'una sala que conté una quadrícula (grid en anglès) dibuixada a terra, els actors es vesteixen d'un sol color (normalment de negre) i se'ls apliquen unes taques rodones o punts (enganxats o pintats, en forma de marcadors) d'un altre color (normalment blanc). Les càmeres, que estan connectades a un ordinador, reconeixen els punts que duen els actors i que representen les parts mòbils dels esquelets virtuals, i envien les dades filmades a l'ordinador. L'altre sistema es basa en uns sensors de moviment que duen els actors enganxats al cos (i/o a la cara) i que estan connectats amb un ordinador igual que les càmeres en el sistema anterior. Tots dos sistemes acostumen a enviar algunes dades errònies i/o un excés o una manca de dades que posteriorment s'han d'analitzar, retocar o "polir".
Cada mètode té els seus avantatges, i fins al 2007, jocs i pel·lícules utilitzaven algun o ambdós d'ells en les seves produccions. L'animació realitzada per un animador pot produir moviments que seria impossible realitzar per a un actor, mentre que la "captura de moviment" pot reproduir l'actuació d'un actor en particular. Per exemple, en la pel·lícula del 2006 Pirates del Carib: La caixa de l'home mort, l'actor Bill Nighy va realitzar el personatge Davy Jones. Fins i tot encara que el pràcticament no apareix en la pel·lícula, la producció es va beneficiar gravant les característiques del seu llenguatge corporal, postures, expressions facials, etc. L'actor Andy Serkis va realitzar les expressions i els moviments del personatge Gollum i del personatge del Senyor dels Nazgûl, en la trilogia de pel·lícules del Senyor dels Anells de Peter Jackson, i de King Kong a la pel·lícula del 2005, entre d'altres. L'animació dels personatges dels Na'vi i dels avatars, en la pel·lícula de James Cameron del 2009, Avatar, també està basada en la captura de moviment. El sistema de la "captura de moviments" és apropiat en situacions en les quals cal un comportament realista, però que les característiques d'un personatge excedeix el que es pot realitzar amb maquillatge i vestuari convencional.